# Power and Glory
I Power and Glory sono stati un tag team di wrestling attivo all'inizio degli anni novanta nella World Wrestling Federation, composto da Hercules e Paul Roma. Il manager della coppia era Slick.

## Storia
All'inizio del 1990, Paul Roma veniva dallo scioglimento degli Young Stallions ed era utilizzato come "talento in via di sviluppo" per wrestler che necessitavano un push. Roma fu quindi messo in coppia con Hercules in un tag team. All'inizio la coppia non aveva nemmeno un nome proprio, e combatteva solo in match di scarsa importanza contro alcuni jobber.
Durante l'estate del 1990, Paul Roma affrontò Dino Bravo a WWF Superstars of Wrestling, perdendo il match dopo essere stato colpito a tradimento con il megafono di Jimmy Hart per poi essere schienato. A causa del colpo alla testa Roma era ancora intontito sul ring quando i The Rockers arrivarono per il loro match in programma. Egli se la prese con gli inconsapevoli Rockers e fu presto spalleggiato da Hercules che prese le sue parti. Pochi momenti dopo, Roma e Hercules effettuarono un turn heel aggredendo i Rockers, per poi lasciare insieme il ring.
Uno dei primi match del nuovo team fu quello che li vide contrapposti alla coppia formata dall'ex partner di Roma, Jim Powers, e dall'ex rivale di Hercules, Jim Brunzell. Roma e Hercules uscirono vittoriosi dalla contesa quando Roma schienò Brunzell. Roma affrontò Powers molte altre volte nel corso di vari house show, vincendo sempre.
Poco tempo dopo l'aggressione ai Rockers, Roma e Hercules svelarono il loro nuovo manager Slick, e il nome di battaglia del loro tag team: "Power and Glory", dove Hercules rappresentava la "potenza" e Roma la "gloria". I due si scontrarono quindi con i Rockers a SummerSlam 1990 in un match dove Marty Jannetty fu costretto a combattere da solo in un handicap match dopo che i Power and Glory infortunarono Shawn Michaels a un ginocchio prima dell'inizio del match (in realtà questa era una scusa per dare a Michaels un po' di tempo libero per curare un vero infortunio al ginocchio precedentemente sofferto). Quando Michaels si ristabilì, la faida proseguì, e i due team si affrontarono come membri delle squadre opposte a Survivor Series, dove ancora una volta prevalsero i Power and Glory.
Nonostante un considerevole numero di opportunità per conquistare i titoli WWF Tag Team Championship contro la Hart Foundation, Roma e Hercules non riuscirono mai a conquistare le cinture. La sfortuna proseguì a WrestleMania VII dove i due furono sconfitti dai Legion of Doom in appena 59 secondi.
Poco tempo dopo, i Power and Glory unirono le proprie forze con un altro protetto di Slick, The Warlord, per una serie di 6-man tag team match che solitamente vedeva il terzetto perdente. L'ultima apparizione in pay-per-view fu (sempre con The Warlord) contro Ricky Steamboat, Kerry Von Erich e Davey Boy Smith a SummerSlam 1991, dove furono sconfitti. In uno degli ultimi match registrati insieme come tag team, persero con i Legion of Doom alla Royal Albert Hall in Inghilterra. Roma lasciò la WWF poco dopo, nell'ottobre 1991, per entrare a far parte della stable The Four Horsemen nella World Championship Wrestling (WCW), mentre Hercules rimase nella compagnia ancora qualche mese per poi essere licenziato.

## Nel wrestling
- Mossa finale di coppia
  - Power-Plex (Superplex di Hercules seguito da diving splash da parte di Roma)[12][13]
- Manager
  - Slick